# Antanas Tumėnas
Antanas Tumėnas né le 13 mai 1880 à Rokiskis mort le 8 février 1946 à Bachmanning (Autriche) est un juriste et un homme d'État lituanien. Il est Premier ministre de Lituanie de juin 1924 à février 1925.

## Biographie
Il fait des études de droit à Saint-Pétersbourg en 1909 et devient avocat.
En 1918 il fonde un collège et des comités paroissiaux. En 1919 il est emprisonné par les Bolcheviks à Kaunas puis libéré. 
En 1920 il est élu à l'Assemblée constituante de Lituanie  puis nommé en 1922 président du conseil constitutionnel de Lituanie. Il est professeur de droit à l'Université de Vilnius. Il est nommé premier ministre le 18 juin 1924.

## Source
- Parlement de la République de Lituanie (Lietuvos Respublikos Seimas)